# Verdet alablau

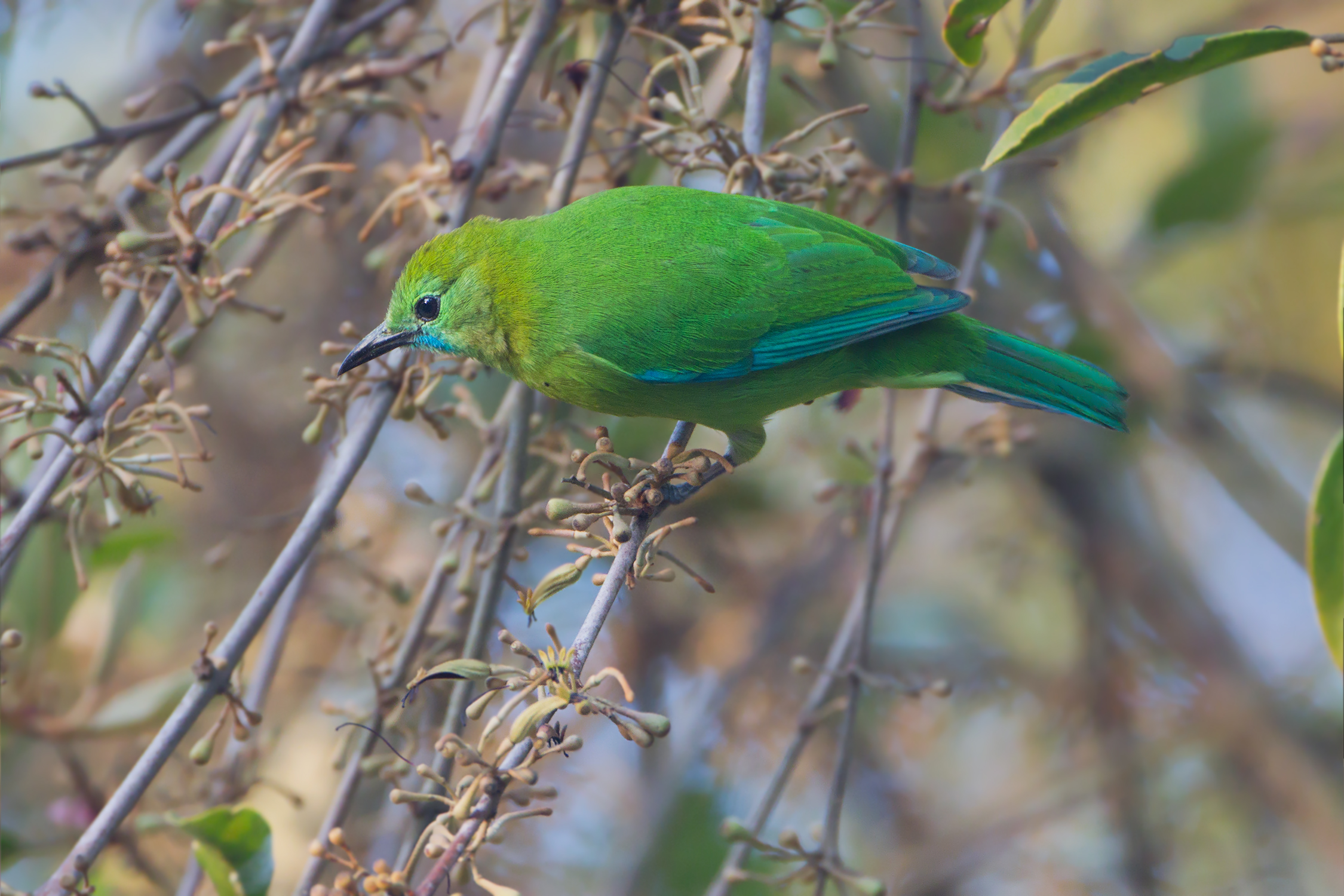
Femella

El verdet alablau (Chloropsis moluccensis) és una espècie d'ocell de la família dels cloropseids (Chloropseidae) que habita principalment al Sud-est asiàtic.

## Descripció
- Mascle de color verd amb un to groguenc al cap. Cara i gola negre. Bordell dabanter de l'ala blau.
- La femella es diferencia en el fet que té el cap completament verd i la gola blava.
- Els joves són semblants a la femella sense pegat blau a la gola.

## Hàbitat i distribució
Habita els boscos i terres de conreu de l'est de l'Índia en Assam i Manipur, Bangladesh, sud-oest de la Xina, Sud-est asiàtic, Sumatra, Borneo i altres illes properes.

## Taxonomia
Els verdets de Jerdon, de Java i de Borneo eren considerats coespecífics del verdet alablau. Actualment són considerats espècies de ple dret>

Actualment es consideren 6 subespècies.
- C. m. auropectus Wells DR, Dickinson et Dekker, 2003. Sud-est de Tailàndia i sud d'Indoxina.
- C. m. chlorocephala (Walden, 1871). Des de l'est de Bangladesh i nord-est de l'Índia fins a Myanmar i oest de Tailàndia.
- C. m. kinneari Hall, BP et Deignan, 1956. Des del nord-est de Tailàndia fins al sud de la Xina i nord d'Indoxina.
- C. m. moluccensis Gray, JE, 1831. Sud de la península Malaia, Sumatra i petites illes properes.
- C. m. serithai Deignan, 1946. Península de Tailàndia.
- C. m. viridinucha (Sharpe, 1877). Borneo